# Équipe de Suisse de football en 1930
Cet article présente les résultats de l'équipe de Suisse de football lors de l'année 1930.

## Bilan
|           | Nombre de matchs | Victoires | Défaites | Matchs nuls | Buts marqués | Buts encaissés |
| Domicile  | 3                | 1         | 1        | 1           | 8            | 10             |
| Extérieur | 0                | 0         | 0        | 0           | 0            | 0              |
| Neutre    | 4                | 0         | 3        | 1           | 5            | 11             |
| Total     | 7                | 1         | 4        | 2           | 13           | 21             |

## Matchs et résultats
| Match amical                                       | Italie                                   | 4 - 2   | Suisse          | Flaminio (ancien), Rome                      |                                              |
| 9 février 1930 · 14h30 · Historique des rencontres | Magnozzi 22e · Orsi 26e · Meazza 37e 39e | (4 - 2) | 17e 19e Poretti | Spectateurs : 30 000 Arbitrage : Edmond Grav | Spectateurs : 30 000 Arbitrage : Edmond Grav |
| 9 février 1930 · 14h30 · Historique des rencontres | Rapport                                  |         |                 | Spectateurs : 30 000 Arbitrage : Edmond Grav | Spectateurs : 30 000 Arbitrage : Edmond Grav |

| Match amical                             | France                                 | 3 - 3   | Suisse                        | Stade de Colombes, Paris                      |                                               |
| 23 mars 1930 · Historique des rencontres | Cheuva 17e · Anatol 34e · Libérati 58e | (2 - 2) | 10e 13e Lehmann · 68e Romberg | Spectateurs : 20 000 Arbitrage : Stanley Rous | Spectateurs : 20 000 Arbitrage : Stanley Rous |
| 23 mars 1930 · Historique des rencontres | Rapport                                |         |                               | Spectateurs : 20 000 Arbitrage : Stanley Rous | Spectateurs : 20 000 Arbitrage : Stanley Rous |

| Match amical                              | Suisse                              | 2 - 2   | Hongrie       | Rankhof, Bâle                                      |                                                    |
| 13 avril 1930 · Historique des rencontres | Baumeister 7e · Ramseyer 65e (pen.) | (1 - 1) | 37e 63e Toldi | Spectateurs : 20 000 Arbitrage : Albert Prince-Cox | Spectateurs : 20 000 Arbitrage : Albert Prince-Cox |
| 13 avril 1930 · Historique des rencontres | Rapport                             |         |               | Spectateurs : 20 000 Arbitrage : Albert Prince-Cox | Spectateurs : 20 000 Arbitrage : Albert Prince-Cox |

| Match amical                           | Suisse  | 0 - 5   | Allemagne                           | Hardturm, Zurich                              |                                               |
| 4 mai 1930 · Historique des rencontres |         | (0 - 4) | 8e 40e Hofmann · 3e 41e 76e Kuzorra | Spectateurs : 27 000 Arbitrage : Stanley Rous | Spectateurs : 27 000 Arbitrage : Stanley Rous |
| 4 mai 1930 · Historique des rencontres | Rapport |         |                                     | Spectateurs : 27 000 Arbitrage : Stanley Rous | Spectateurs : 27 000 Arbitrage : Stanley Rous |

| Match amical                             | Suède     | 1 - 0   | Suisse | Stade olympique, Stockholm                   |                                              |
| 15 juin 1930 · Historique des rencontres | Kroon 82e | (0 - 0) |        | Spectateurs : 20 000 Arbitrage : Louis Baert | Spectateurs : 20 000 Arbitrage : Louis Baert |
| 15 juin 1930 · Historique des rencontres | Rapport   |         |        | Spectateurs : 20 000 Arbitrage : Louis Baert | Spectateurs : 20 000 Arbitrage : Louis Baert |

| Match amical                             | Norvège                 | 3 - 0   | Suisse | Ullevaal, Oslo                                 |                                                |
| 18 juin 1930 · Historique des rencontres | Juve 5e 80e · Krupp 88e | (1 - 0) |        | Spectateurs : 17 000 Arbitrage : Alfred Birlem | Spectateurs : 17 000 Arbitrage : Alfred Birlem |
| 18 juin 1930 · Historique des rencontres | Rapport                 |         |        | Spectateurs : 17 000 Arbitrage : Alfred Birlem | Spectateurs : 17 000 Arbitrage : Alfred Birlem |

| Match amical                                | Suisse                                          | 6 - 3   | Pays-Bas                                    | Letzigrund, Zurich                              |                                                 |
| 2 novembre 1930 · Historique des rencontres | Abegglen 13e 42e 79e · Poretti 24e · Grassi 67e | (4 - 1) | 2e van Nellen · 46e Mulders · 81e Lagendaal | Spectateurs : 18 000 Arbitrage : Albino Carraro | Spectateurs : 18 000 Arbitrage : Albino Carraro |
| 2 novembre 1930 · Historique des rencontres | Rapport                                         |         |                                             | Spectateurs : 18 000 Arbitrage : Albino Carraro | Spectateurs : 18 000 Arbitrage : Albino Carraro |